# Abbaye d'Abbeyshrule
L’abbaye d'Abbeyshrule (en irlandais : Mainistir Shruthla) était une abbaye cistercienne irlandaise située dans le village du même nom, dans le comté irlandais de Longford.
Fondée en 1150 (ou pour certains en 1200, elle est très liée à la famille de ses fondateurs, le clan Ó Fearghail (en), qui prend un contrôle effectif de plus en plus important sur l'abbaye, au point de l'administrer entièrement au XVe siècle, puis de s'approprier en hâte tous ses biens avant la dissolution en 1540.
L'abbatiale conserve une fonction d'église paroissiale durant environ deux siècles après l'exil des moines, puis tombe en ruines. Le reste du monastère disparaît complètement.

## Localisation et toponymie
L'abbaye est située en rive gauche de l'Inny, en amont de Ballymahon (en) et juste en aval du village d'Abbeyshrule situé sur l'autre rive Cet emplacement explique l'un des deux noms latins de l'abbaye : flumen Dei, soit « la rivière de Dieu ». Abbeyshrule est également appelée benedictio Dei, c'est-à-dire « la bénédiction de Dieu ».

## Histoire

### Fondation
Les sources divergent grandement sur la date de fondation d'Abbeyshrule. La plupart concordent sur la date de 1150, ce qui est ferait la cinquième fondation cistercienne irlandaise et la première du diocèse d'Armargh,,. Cependant, certains avancent la date beaucoup plus tardive de 1200,.
En tout état de cause, la fondation est liée au clan Ó Fearghail (en) ou O'Farrell.

### Moyen Âge
En 1228, lors de la résolution de la conspiration de Mellifont, Abbeyshrule est détachée de son abbaye-mère pour être provisoirement rattachée à Bective.
Au cours du Moyen Âge, l'emprise de la famille Ó Fearghail croît, au point que Kenan O'Ferrall devient abbé commendataire en 1430, à la mort de l'abbé réguler Gilbert. Vingt-cinq ans après cette confiscation illégale, en 1455, Kenan est toujours abbé et accusé de mauvaise gestion par un moine. En 1476, un document signale que l'abbaye a été brûlée par les troupes anglaises, mais ne précise pas l'étendue des dégâts.

### Dissolution
Dès avant la dissolution en 1540, la famille Ó Fearghail fait main sur la plupart des biens de l'abbaye, ce qui rend la survie de la communauté au-delà de 1540 extrêmement peu probable. De surcroît, l'abbaye est donnée à Robert Dillon of Dunimoney en 1569. Néanmoins, ce n'est qu'en 1592 que l'abbaye est officiellement dissoute et donnée à John Lye.
Au XVIIe siècle, une tentative de restauration est entreprise par un Flamand, John Francis de Lattre, qui se fait nommer abbé en 1648, espérant trouver un appui. Toutefois, l'évêque d'Ardagh, Patrick Plunkett, s'y oppose, dans une lettre adressée au nonce Rinuccini, au motif que Gerald O'Farrell est déjà titulaire de cette charge. Le nonce ne tient pas de l'objection, mais l'abbaye n'est jamais restaurée.

## Architecture
Abbeyshrule passe pour un des établissements cisterciens les plus importants du Leinster. Une tour massive, située dans l'angle sud-est du cloître, le caractérisait. Cette tour très inhabituelle dans l'architecture cistercienne pourrait avoir été construite après l'époque monastique.
L'abbaye, orientée, comptait un grand nombre de cellules. Les travaux menés sur l'église abbatiale d'abord aux XVe et XVIe siècles, puis aux XVIIe et XVIIIe siècles, ont tous eu pour objectif de réduire la taille de l'église, d'bord pour ses usages monastiques, puis pour les usages paroissiaux ultérieurs à la dissolution.
De l'abbatiale restent des traces assez importantes, quoique ruinées. Certaines parties de l'église remontent au XIIIe siècle, mais les murs restants sont envahis de végétation. La tour subsiste également. Le reste des bâtiments a totalement disparu. Mais des fondations de bâtiments sont parfois découvertes à une grande distance des édifices actuellement visibles, preuve que l'abbaye était beaucoup plus considérable que ses ruines actuelles.
La découverte de nombreux squelettes à l'est du chevet a donné naissance à une légende selon laquelle tous les moines auraient été massacrés.